# فرانك كيربي
فرانك كيربي (بالإنجليزية: Frank Kirby)‏ هو لاعب كرة قدم أسترالية أسترالي، ولد في 22 سبتمبر 1885 في فيتزوري ‏ في أستراليا، وتوفي في 20 مارس 1963 في Camberwell, Victoria ‏ في أستراليا.

## وصلات خارجية
- فرانك كيربي على موقع AustralianFootball.com (الإنجليزية)
- فرانك كيربي على موقع AFLtables.com (الإنجليزية)